# جمعه سیزدهم (فرنچایز)
جمعه سیزدهم (به انگلیسی: Friday the 13th) اشاره به محصولات ژانر وحشتی دارد که شامل ۱۲ فیلم اسلشر، یک شوی تلویزیونی، رمان و سایر محصولات رسانه‌ای است.